# Yodato
En química el nombre de yodato (a veces iodato) hace referencia al oxianión monovalente de fórmula molecular IO3-, derivado del ácido yódico. También reciben el nombre de yodatos las sales que contienen este anión. El yodato es la forma más común de oxiderivado del yodo, ya que es química y termodinamicamente más estable que otros oxiderivados de este elemento, como los ácidos hipoyodoso, yodoso y peryódico y sus respectivas sales. En disolución acuosa, el anión IO3-  es incoloro, presenta reacción neutra y tiene propiedades oxidantes. 

## Características y propiedades
Los yodatos son compuestos estructuralmente similares a los cloratos, con un átomo de yodo en lugar de cloro. La estructura del anión es piramidal de tres caras, con ángulos O–I–O entre 97 y 105º, algo menores que sus equivalentes en los aniones clorato. En estado ácido tiene tendencia a formar polímeros del tipo (HIO3)n, propiedad esta, que hace que llegue a coagular la albúmina o que pueda formar sales ácidas, como el biyodato potásico, KH(IO3)2.

### Solubilidad
La mayoría de los yodaros, con excepción de los yodatos de metales alcalinos, son poco solubles en agua. Algunos, como el yodato de plomo son prácticamente insolubles incluso en medios fuertemente ácidos, mientras que otros como yodato de plata, (AgIO3) se disuelven en medio amoniacal y con dificultad, en ácido nítrico. Los yodatos de metales alcalinotérreos suelen precipitar con dificultad y los precipitados se redisuelven fácilmente en medio ácido diluido. 

### Propiedades oxido-reductoras
El anión yodato, en presencia de yoduros y en medio ácido, se reduce a yodo molecular, según la reacción:
{\displaystyle {\ce {IO3- + 5I- + 6H+ <=> 3I2 + 3H2O}}}
Cuando hay exceso de IO3-, dada la poca solubilidad del I2, este queda en la disolución, como un precipitado pardo oscuro. Cuando la reacción tiene lugar en exceso de I-, el I2 se solubiliza debido a que forma anión triyoduro, I3-, muy soluble en agua.
El ion IO3- puede oxidarse con relativa facilidad, en medio ácido, a yodo. La reacción de reducción puede progresar hasta terminar en I-, cuando se encuentra en exceso de reductor.
{\displaystyle {\ce {IO3- + 6H+ + 5e- <=> 1/2I2(s) + 3H2O (E^0 = +1,21 V)}}}
{\displaystyle {\ce {IO3- + 3H2O + 6e- <=> I- + 6OH- (E^0 = +0,269 V)}}}
Como reductores pueden utilizarse sulfuros (S2-), sulfito (SO32-), Zn en polvo o cualquier otro reductor típico utilizado en el laboratorio de química.
{\displaystyle {\ce {IO3- + 3S^2- + 6H+ <=> 3S(s) + 3H2O}}}
{\displaystyle {\ce {6HSO3- + 2IO3- -> 2I- + 6HSO4-}}}

## Obtención y principales compuestos
Los yodatos pueden obtenerse, en el laboratorio, por reacción del ácido yódico con los óxidos o los hidróxidos metálicos. También se obtiene reduciendo peryodatos con un tioéter; el subproducto de esta reacción es un sulfóxido. En la naturaleza pueden encontrarse minerales que contienen yodato en los depósitos de caliche de Chile. Los minerales de yodato más importantes son la lautarita y la bruggenita, que son yodatos de calcio hidratado. También se conocen yodatos que contienen cobre, como la salesita.
Las aguas naturales contienen yodo en forma de yoduro y yodato, cuya proporción depende de las condiciones redox y del pH. La presencia de yodato se asocia principalmente con aguas alcalinas y condiciones oxidantes. 
Además del yodato de calcio, que se encuentra como mineral natural, tal y como ya se ha comentado y que, además, puede utilizarse como complemento nutricional para el ganado vacuno, existen otros yodatos, como el yodato de potasio, KIO3, que junto con el yoduro de potasio, KI, se ha utilizado como tratamiento contra la absorción de yodo radiactivo en algunos países. También es uno de los compuestos de yodo que se utilizan en la producción de sal yodada.